# Science Power Platform

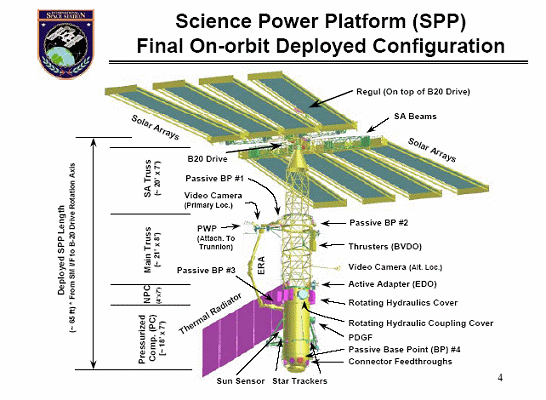
Komponenty SPP: sekcja modułu niehermetycznego, który wspiera panel słoneczny i radiator chłodzący moduł oraz panele baterii słonecznych (zdj. NASA)

Science Power Platform, SPP (ros. Научно-энергетическая платформа, НЭП lub NEP) – anulowany rosyjski moduł Międzynarodowej Stacji Kosmicznej, który miał być dostarczony na orbitę przez amerykański wahadłowiec, by zapewnić dodatkowe źródło energii elektrycznej dla ISS (głównie rosyjskim modułom stacji).
NEP został zaprojektowany przez rosyjską firmę RKK Energia. Pierwotnie przeznaczony był dla stacji Mir-2 i wyniesienia przez rakietę Zenit.
SPP miał składać się z:
- niehermetycznego rdzenia, długości 5,9 m i średnicy 2,2 m, którego podstawa byłaby przyłączona na stałe do węzła modułu Pirs, który wcześniej miał być przeniesiony do górnego węzła modułu Zwiezda.
- na rdzeniu zamontowany i uruchomiony miał zostać manipulator Europejskiej Agencji Kosmicznej – European Robotic Arm oraz radiator z systemem chłodzenia.
- w górnej części konstrukcji miały być zainstalowane cztery panele baterii słonecznych (schemat po prawej przedstawia początkową „pełną” wersję modułu, przed zmianami). Panele te wyposażone byłyby w system pozwalający automatycznie ustawiać je względem Słońca (podobnie jak ma to miejsce w przypadku systemu Integrated Truss Structure).

Łączna masa Science Power Platform miała wynieść ok. 15 ton; panele miały dostarczać 25 kW energii elektrycznej.
Projekt modułu SPP został zarzucony. Rolę modułu NEP przejęły moduły:
- MRM-2 Poisk, dostarczony rakietą Sojuz-FG i modułem serwisowym statku Progress M
- MRM-1 Rasswiet, dostarczony przez prom Atlantis (STS-132), zamontowany za pomocą Canadarm2
- MLM Nauka – do modułu dołączono manipulator ERA, wystrzał za pomocą rakiety Proton M planowany w 2015 r.